# Liborius
Svatý Libor (Liborius, Libor Lemanský, † 397, Le Mans) byl biskup ve francouzské diecézi Le Mans, krátce po své smrti uctívaný jako světec. Podle legendy byl při jeho smrti sv. Martin z Tours. Jeho ostatky nechal Ludvík I. Pobožný přenést v roce 836 do diecéze padernbornské, založené v roce 799. Podle legendy byl při přenesení jeho relikvií jejich průvodcem páv (odtud jeden z jeho atributů).

## Svátek
Jeho svátek byl dříve slaven 23. července (možný den úmrtí), v potridentské reformě kalendáře nebyl zařazen mezi slavené svátky, do římského kalendáře se dostal až v roce 1702. V dnešním Římském martyrologiu je uváděn k datu 9. dubna. V Paderbornu je slaven ještě den přenesení jeho relikvií, 28. dubna, nebo příchod relikvií do Paderbornu dne 28. května.

## Patron
Protože zemřel v náručí sv. Martina, je uctíván jako patron dobré smrti. Je také uctíván jako jeden z patronů porozumění mezi národy ("patron na mostě"), protože již při přenesení jeho relikvií došlo k vytvoření partnerství mezi městy Le Mans a Paderborn (nejstarší partnerská města Evropy). 
- V kostele sv. Libora v Jesenci byl uctíván za zázračné uzdravení zraku Zuzany Kateřiny Liborie ze Zástřizl.
- V krušnohorském hornosaském městě Rochlitz jej jako svého patrona  uctívali horníci stříbrného dolu. Úctu zmínil v polovině 16. století Johann Mathesius.[1]
- Dále bývá vzýván při problémech se žlučovými kameny (odtud jeho atribut tří kamenů na bibli), proti ledvinové kolice a horečce.